# Seyran Ateş: Sex, Revolution and Islam
Seyran Ateş: Sex, Revolution and Islam ist ein Dokumentarfilm von Nefise Özkal Lorentzen aus dem Jahr 2021.

## Handlung
Der Film zeigt das Leben von Seyran Ateş, wie sie als Feministin, Rechtsanwältin und Moscheegründerin in Berlin für eine Modernisierung des Islam eintritt. Dies umfasst ihre Forderung nach einer sexuellen Revolution im Islam. In ihrer Ibn-Rushd-Goethe-Moschee findet keine Geschlechtertrennung oder Ausgrenzung aufgrund der sexuellen Orientierung statt. Ateş berichtet, wie sie Fatwas und Morddrohungen erhielt, angeschossen wurde und wie sie heutzutage unter ständigem Polizeischutz lebt.
In dem Film führt sie ihr Streben nach Veränderung des Islam auf eine Reise um die Welt, auf der sie verschiedene Menschen trifft, die durch ihren Glauben miteinander verbunden sind: von Sexarbeitern in einem deutschen Bordell bis hin zu uigurischen LGBTQ-Jugendlichen und weiblichen Imamen in China.

## Rezeption
Der Film qualifizierte sich für weltweit 24 Filmfestivals, hatte seine internationale Premiere im April 2021 auf dem Filmfestival CPH:DOX, im April 2021 die Nordamerika-Premiere auf dem San Francisco International Film Festival und im Oktober 2021 die Deutschland-Premiere auf dem Filmfestival Frauenwelten.
Überwiegend positive Besprechungen erschienen unter anderem in Los Angeles Times, The Hollywood Times, The Guardian, Berliner Zeitung, Braunschweiger Zeitung und Humanistischer Pressedienst.